# Janine R. Wedel
Janine R. Wedel (* 9. Oktober 1957) ist eine US-amerikanische Politologin und Anthropologin.

## Leben
Janine Wedel studierte von 1976 bis 1977 an der Philipps-Universität Marburg Politikwissenschaften, Geschichte und Deutsch. 1978 machte sie ihren B.A. in Geschichte und Sozialwissenschaften am Bethel College, N. Newton, KS. An der Indiana University in Bloomington studierte sie anschließend Anthropologie und Osteuropawissenschaften (M.A. 1980).
Von 1982 bis 1984 und 1985 bis 1986 war sie mit Fulbright- und IREX-Stipendien Gastwissenschaftlerin am Institut für Soziologie der Universität Warschau. An der University of California, Berkeley erwarb sie 1985 einen Ph.D. in Anthropologie.
1987 arbeitete Wedel als Beraterin für die Internationale Handelskommission der Vereinigten Staaten, für die sie bis 1994 als International Trade Analyst tätig war.
1989/90 war sie Fulbright Professor an der Fakultät für Sozialwissenschaften der Katholischen Universität Lublin. 1991/92 hatte Wedel eine Fulbright-Professur am Institut für Angewandte Sozialwissenschaften der Universität Warschau. 1992/93 war sie Dozentin für Internationale Angelegenheiten an der George Washington University; 1993 erhielt sie dort eine apl. Professur am Graduate Public Policy Institute, wo sie bis 1998 lehrte, unterbrochen von einem Forschungsaufenthalt 1994 am Woodrow Wilson International Center for Scholars. Gleichzeitig hatte sie eine Forschungsprofessur an den Fakultäten für Anthropologie und Soziologie sowie eine Forschungsstelle am Institut für Europäische, Russland- und Eurasien-Wissenschaften der George Washington University.
Von 1999 bis 2002 hatte Weder eine apl. Professur an der Graduate School of Public and International Affairs der University of Pittsburgh und war bis 2001 zugleich Director of Research Development and Senior Research Associate am dortigen Ridgway Center. Außerdem arbeitete Wedel seit 1999 als Fellow am National Institute of Justice in Washington, D.C., bis sie 2006 als Senior Research Fellow zur New America Foundation wechselte.
2002 wurde sie Associate Professor an der School of Public Policy der George Mason University; seit 2005 ist sie dort ordentliche Professorin.

## Preise und Auszeichnungen
- 2008–2010: Ford Foundation grant
- 2006–2009: New American Foundation fellowship
- 2005–2007: Ford Foundation grant  (mit Lloyd J. Dumas)
- 2002–2006: National Institute of Justice fellowship
- 2002–2005: Ford Foundation grant  (mit Lloyd J. Dumas)
- 2001 Grawemeyer Award for Ideas Improving World Order ($200.000 Geldpreis)
- 2001–2002: Eurasia Foundation research grant
- 1999–2001: National Council for Eurasian and East European Research award
- 2000–2001: Annual Teaching Award for Outstanding Instruction (University of Pittsburgh)
- 2001: University Center for International Studies grant for workshop
- 2000: Earhart Foundation research grant
- 1997–1999: United States Institute of Peace award
- 1994–1999: National Science Foundation award
- Sommer 1996: National Science Foundation REU Supplement awards
- Sommer 1995: National Science Foundation REU Supplement awards
- 1994–1996: MacArthur Foundation Research and Writing Grant
- 1994: Woodrow Wilson International Center for Scholars (East European program) fellowship
- 1994–1995: Stipendium der Friedrich-Ebert-Stiftung
- 1994: Preis der Kosciuszko-Stiftung
- 1991–1992: Senior Fulbright Fellowship, Warsaw University
- 1989–1990: Senior Fulbright Fellowship, Catholic University of Lublin
- 1992: Young Alumnus Award, Bethel College
- 1990: German Marshall Fund grant
- 1987–1989: National Endowment for the Humanities fellowship
- 1988: International Research & Exchanges Board (IREX) fellowship
- 1988: Woodrow Wilson International Center for Scholars short-term grant
- 1988: Social Science Research Council funded workshop
- 1985–1986: International Research & Exchanges Board (IREX) fellowship
- 1983–1984: Fulbright fellowship, Warschau
- 1982–1983: Fulbright fellowship, Warschau
- 1984–1985: International Studies Fellowship, Berkeley
- 1980–1981: National Defense Foreign Language & Area Studies fellowship
- 1979–1980: National Defense Foreign Language & Area Studies fellowship
- 1983–1985: Kosciuszko Foundation fellowship
- 1979–1981: Kosciuszko Foundation fellowship